# Lucio Gera
Lucio Gera (Pasiano di Pordenone, 16 de enero de 1924; Buenos Aires, 7 de agosto de 2012) fue un sacerdote católico, teólogo y docente argentino de la Pontificia Universidad Católica Argentina. Considerado el teólogo más influyente de la segunda mitad del siglo XX en la Argentina y uno de los más acreditados de la lengua española, ha tenido un influjo profundo en la teología argentina y latinoamericana, incluyendo a Jorge Bergoglio, quien un año después de su muerte se convirtió en el papa Francisco. Gera fue uno de los fundadores del Movimiento de Sacerdotes para el Tercer Mundo en 1967 -del que redactó su Reflexión teológica-, antecedente de la Teología de la liberación y artífice principal de la Teología del pueblo, que se conformó como rama autónoma de la Teología de la liberación, siguiendo el principio madre de la opción preferencial por los pobres.

## Biografía
Nació en el Friuli-Venecia Julia (Italia) y emigró a la Argentina con su familia cuando tenía cinco años. donde fue ordenado sacerdote en 1947. Obtuvo su doctorado (Ph.D.) en 1956 en la Universidad de Bonn (Alemania). Desde 1957 hasta 2010 enseñó teología dogmática y pastoral en la Universidad Católica Argentina, profundizando principalmente en eclesiología. Fue el primer decano de la Facultad de Teología de esa casa de estudios, fue el primer director de la revista Teología fundada en 1962 y fue el primer director del Instituto de Investigaciones Teológicas creado en 1996.
En 1970 fue uno de los fundadores de la Sociedad Argentina de Teología. Integró el Equipo de Reflexión Teológico-Pastoral del CELAM y de la Comisión Teológica Internacional. Participó en la II Conferencia General del Episcopado Latinoamericano en Medellín (1968) y la III Conferencia General del Episcopado Latinoamericano en Puebla (1979). Fue perito de la Comisión Episcopal de Pastoral (COEPAL) y de la Comisión Episcopal de Fe y Cultura. Entre los documentos del Episcopado Argentino en los que más influyó se destacan la Declaración de San Miguel (1969), Iglesia y Comunidad Nacional (1981) y Líneas Pastorales para la Nueva Evangelización (1990).

## Su pensamiento
Gera y Juan Carlos Scannone están considerados como los dos teólogos que más han influido sobre el pensamiento del papa Francisco.

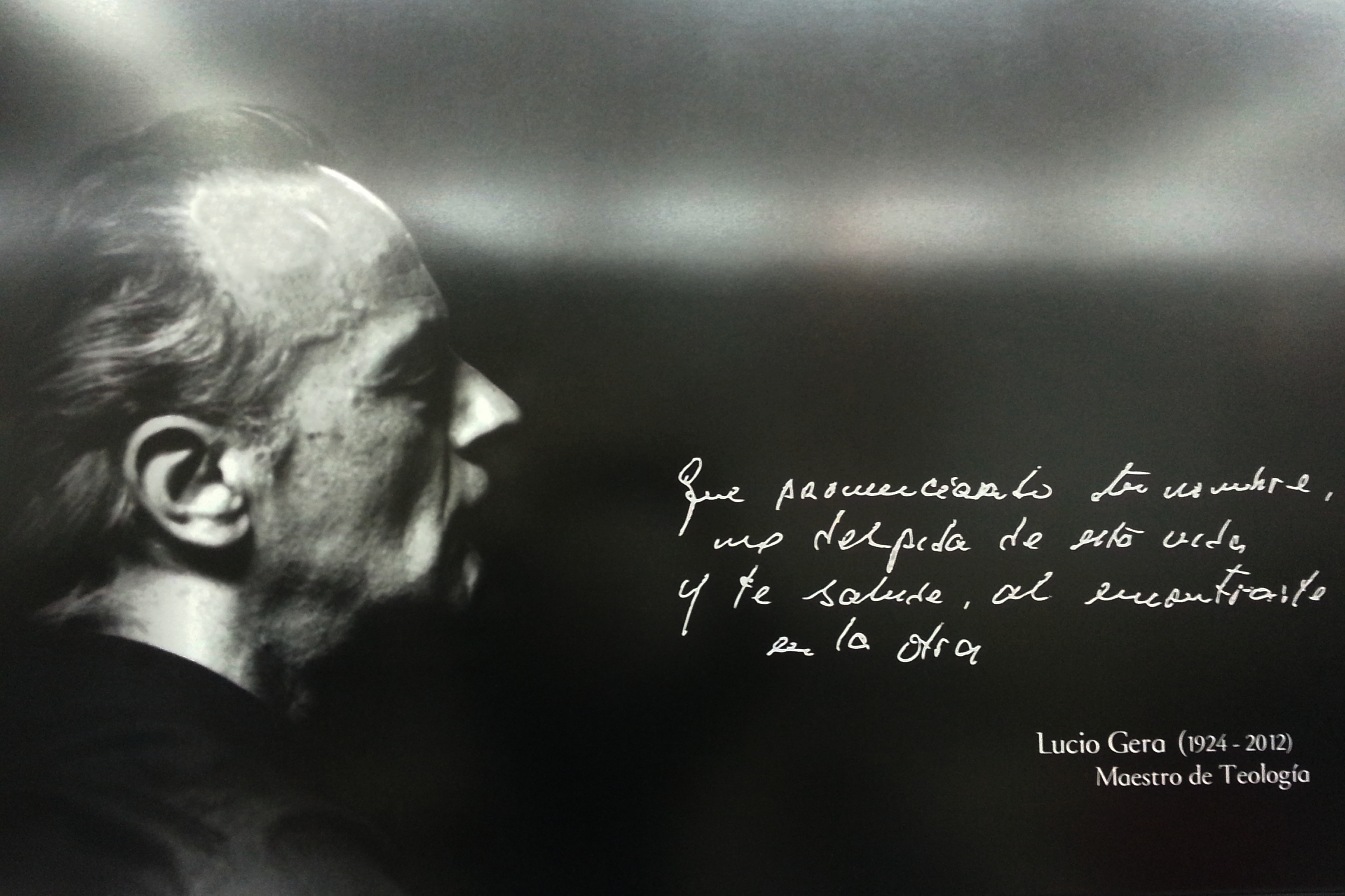
Cuadro en homenaje de Lucio Gera, ubicado en el aula magna que lleva su nombre, en la Facultad de Teología de la Pontificia Universidad Católica Argentina, Buenos Aires.

En 1967 redactó la Reflexión teológica del Movimiento de Sacerdotes para el Tercer Mundo, antecedente de la Teología de la liberación.
Luego de participar en la Conferencia Episcopal de Medellín, Gera integró la COEPAL (Comisión Episcopal de Pastoral), organismo desde el cual cumpliría un rol decisivo en la elaboración de una nueva teología que tomaría el nombre de Teología del pueblo y se ubicaría dentro del marco de la Teología de la liberación que se venía elaborando en América Latina. Junto a Gera se destacaron Rafael Tello -también en la COEPAL- y Justino O’ Farrell.
La primera expresión de la teología del pueblo fue la Declaración de San Miguel realizada por el Episcopado Argentino en 1969, sobre todo en el documento n.º 6 referido a la pastoral popular, documento que aplicó Medellín a la Argentina.
En los años posteriores Gera siguió profundizando la Teología de lo pueblo y fue una de las figuras influyentes de la III Conferencia General del Episcopado Latinoamericano realizada en Puebla en 1979.
La teología de Gera fue más oral que escrita, ya que si bien escribió mucho, publicó poco. Sin embargo el padre Carlos María Galli reunió varios de sus trabajos más destacados editando sus Obras selectas en dos tomos.
Gera destacó la categoría de "pueblo de Dios" y más precisamente "de los pueblos", en plural, para atender a las particularidades históricas y culturales de cada uno y en particular el pueblo argentino. En las ideas de Gera influyó también la Teoría de la dependencia, elaborada en esos años desde la sociología, la política y la economía. Gera elaboró un plan de pastoral novedosa orientada al pueblo en función de las peculiaridades locales, es decir de las personas de carne y hueso y sus ideas políticas, sus limitaciones, o sus carencias.

## Publicaciones
- Escritos teológicos pastorales de Lucio Gera. 1. Del Preconcilio a la Conferencia de Puebla (1956-1981), Buenos Aires, Ágape Libros y Publicaciones de la Facultad de Teología, 2006, textos seleccionados por V. R. Azcuy, C. Mª. Galli y M. González.
- Escritos teológicos pastorales de Lucio Gera. 2. De la conferencia de Puebla a nuestros días (1982-2007), Buenos Aires, Ágape, 2007, textos seleccionados por V. R. Azcuy, J. C. Caamaño y C. Mª. Galli.